# 名誉侍従
名誉侍従(めいよじじゅう)とは、
- 長年、王室などに侍従として務めた人物に贈られる称号。栄誉称号の一種。
- フランスのシャンパーニュ騎士団が授与する騎士の称号並びに勲章の等級の日本語訳。名誉称号の一種。

## 王室における名誉侍従
名誉侍従は主に欧州の王室が定める栄誉称号である。オランダでは長年、王宮で務め、2009年に侍従長を最後に引退し、女王ベアトリクスから名誉侍従の称号を受けた人物としてファンエーネンナームがおり、2006年に日本の皇太子徳仁親王と皇太子妃雅子がオランダを訪問した際に王宮で接遇を担当し、引退後の2013年にウィレム＝アレクサンダーの即位式に日本の皇太子夫妻が再訪した際にも出迎えを行ったことが当時、報道された。

## シャンパーニュ騎士団における名誉侍従
名誉侍従は、フランスで17世紀にシャンパン愛好家の貴族らにより創立されたシャンパーニュ騎士団が定める騎士の称号、勲章の最高位、シャンベラン・ドヌールの日本語訳であり、シャンパンとフランス文化に造詣の深い人物に贈られる。2015年には日本のコメディアンで映画監督の北野武ら日本人3人が選ばれ、特に北野は映画監督としてフランスで知名度が高く、シャンパンとフランスの食文化に精通していることが選考理由となった。なお、北野は前年に一等級下位の名誉隊長(オフィシエ・ドヌール)を受章している。

### 報道資料
- 『毎日新聞』2013年4月30日東京朝刊
- 『毎日新聞』2014年5月23日地方版/東京
- 『読売新聞』2015年6月13日東京夕刊